# 周玉蔻
周玉蔻（1953年9月9日—），臺灣傳媒工作者、政治評論人、談話節目主持人。新聞記者出身，1990年代起活躍於電視和廣播之政論節目。
1975年畢業於國立政治大學新聞系後，周玉蔻開始記者生涯，並在任職於《天下雜誌》、《聯合報》期間出名。1990年代跨足電視和廣播界，1996至2004年在飛碟電台主持《飛碟早餐》。2006年，代表深綠政黨台灣團結聯盟參選台北市長，低票落選。2012年至2021年，在Hit FM聯播網主持《蔻蔻早餐》（後來為《周玉蔻嗆新聞》）。2019至2022年主持民視政論節目《辣新聞152》。2021年起主持寶島聯播網的《新聞放鞭炮》至今。2018年，創立自己的網路新聞媒體「放言科技傳媒」。
周玉蔻以犀利的言論和強勢的個性聞名，也因此經常導致爭端與訴訟。她的政治立場數度在泛藍和泛綠間轉換，被批評者稱爲「政治變色龍」，自2014年來立場傾向於支持泛綠陣營。

## 早年生活
周玉蔻出生於基隆市，曾求學於正濱國小、基隆女中，並於1975年畢業於國立政治大學新聞學系。她的父母來自山東省萊陽縣，父親是1949年來台的軍人，退伍後擔任教師。

## 早期職業生涯

### 報刊時期
大學畢業後，周玉蔻先後擔任記者於中國廣播公司新聞部、《英文中國日報》。擔任《天下雜誌》資深編輯時，撰寫創刊號封面故事〈細數財經首長的背景，台灣起飛的關鍵人物〉。她之後任職於《聯合報》。1986年，因獨家訪問菲律賓總統艾奎諾夫人，獲得董事長暨創辦人王惕吾頒發獎金一萬美元。她在留職留薪下赴美留學，由王惕吾撰寫介紹信，文工會主任宋楚瑜準備推薦函。經過1年3個月，1987年取得哈佛大學肯尼迪政府学院公共行政碩士學位。
周玉蔻1989年升任《聯合晚報》採訪主任；期間內曾抱怨報禁解除後，人才不足以應付產業擴張所造成之品質惡化。1990年9月16日，她轉任《聯合報》採訪主任。她涉嫌為任職於Motorola臺灣分公司的男友，向交通部部長簡又新爭取交通部電信總局之採購案，於1992年3月9日被調職。她轉任國際新聞中心巡迴特派員直到1993年5月21日辭職。她日後透露，離開《聯合報》前所體驗的羞辱，使她有輕生念頭。

### 多角化時期
周玉蔻1989年發表《蔣經國與章亞若》一書，由聯經出版社出版，為台灣首部探討蔣經國及其情婦章亞若關係之歷史著作。1993年1月，她透過麥田出版發表《李登輝的一千天》，書中講述李登輝1988年至1992年年底從事之民主化改革，包括二月政爭背後中國國民黨內部的權力運作。周玉蔻因此書的暢銷遭受非主流派的反彈。她與李登輝的私交促成額外兩本著作：《李登輝．一九九三》（吳氏圖書，1993）、《李登輝和他身邊的人》（麥田，1996）。
1994年，她跨足電視，成立「2000年工作室」，並製作多齣電視節目。1995年，她獲臺灣省政府新聞處委託，製作慶祝臺灣光復之《臺灣五十》電視節目及套書。她在紀錄片《世紀行過：張學良》中和郭冠英一同訪問张学良。
2000年，周玉蔻前後擔任《TVBS周刊》總編輯兼發行人、年代新聞台新聞部總監。此期間，她發表行政院院長唐飛的傳記《唐飛：在關鍵年代裏》。此書11月15日被立法委員蕭金蘭、劉政鴻引用，分別質疑總統陳水扁的用人標準，以及他和總統府顧問蕭美琴的潛在婚外情。緋聞說法引起政壇譁然。周玉蔻隨後召開記者會，否認提及任何緋聞，並強調消息來源為「總統府高層」。她因此被撤除新聞台總監一職。
2004至2005年間，周玉蔻先後主持數個政論節目，但期間皆短暫。她在中天綜合台的《中間選民》，在2004年總統選舉結束後停播。4月，她開始在東森新聞S台主持《台灣高峰會》。2005年1月起，她在華視和楊憲宏共同主持《台灣會贏：一周最紅》，直到3月底，轉而在台視主持《新台灣高峰會》，楊憲宏為節目固定來賓。她曾在節目上批評華視總經理江霞，並聲援被辭退的副總經理朱立熙。12月7日，她的節目突然停播。周玉蔻和楊憲宏批評台視董事長賴國洲、總經理鄭優以及江霞以政治考量干預媒體。三人皆否認指控；前兩人皆聲稱停播完全出於成本考量。
2004年周玉蔻邀請溫紳出席政論節目《台灣高峰會》，討論他在新書中影射國民黨榮譽主席連戰在2000年總統選舉後赴瑞士盧加諾洗錢一事。連戰對兩人提告。2008年5月，最高法院判決兩人須在報紙上公開道歉定讞。兩人遲未登報下，2009年4月，周玉蔻的豪宅公寓隨即遭到查封。周玉蔻隨後進行和解，連戰聲請暫緩強制執行。

### 飛碟電台、東森廣播
周玉蔻1996年加入剛開播的飛碟電台，主持平日早上七點到九點的《飛碟早餐》。2004年2月23日，她在節目上批評「政媒雙棲」的現象，點名謝志偉、李鴻禧，以及同為電台主持人的無黨籍立委陳文茜，並呼籲陳文茜若為泛藍人士，應退出主持工作。董事長趙少康、陳文茜皆表達對周玉蔻觀點的不認同。隔日她淡化其言論，並表明欲和趙當面溝通，但後來又主動取消會面。2月26日上午，她召開記者會宣布即日請辭《飛碟早餐》和News98的《周玉蔻七點檔》，形容自己「被迫退出節目主持」，稱和趙少康互動不良，理念不合，並指控電台遭「政媒二棲人士操弄」——趙少康強烈地駁斥。
周玉蔻24日晚間和新電台洽談，隔天簽下一年合約。記者會隔天，她立即在東森廣播網的同時段主持《東森早餐》，並在新節目第一集指明陳文茜即她指涉的「政媒兩棲人士」。她主持節目直到2006年7月15日辭職投入選舉為止。

## 政治嘗試
2006年2月11日，台灣團結聯盟主席蘇進強證實安排周玉蔻為年底直轄市選舉台北市市長参选人。她4月24日正式獲得提名。7月15日，她辭去廣播電台的主持，以專注於選舉。
競選時，她不斷抨擊與台聯同属泛绿的民主進步黨参选人謝長廷。10月25日，她在記者會上指控謝透過中間人，以三個條件交換她退選。她隔日指名姚文智為中間人。謝、姚兩人否認指控。11月27日，她質疑謝長廷團隊操作棄保效應，赴其競選總部激烈抗議，一行人最後在警察介入下被驅離。
總統夫人吳淑珍因國務機要費案被起訴後，11月4日，周玉蔻發表前總統李登輝署名之公開信，內容抨擊民進黨的腐敗。台聯此時對外立場不一。在台聯決議暫停支持第三度罷免总统陳水扁後隔日，11月7日，她以報紙半版廣告，表達其堅持支持之立場。其行動引起黨內異議。
2006年11月9日，她被開除黨籍。然而，根據《公職人員選舉罷免法》規定，選舉登記期限截止後，政黨無法撤回推薦，因此她仍代表台聯參選。11月13日她向黨提出申訴，後來根據東森新聞報導，台聯12月1日改將她停權三年。沒有政黨輔選下，周玉蔻僅獲得3,372票，在六位參選人中墊底。
| 第04屆臺北市市長選舉結果 | 第04屆臺北市市長選舉結果 | 第04屆臺北市市長選舉結果 | 第04屆臺北市市長選舉結果 | 第04屆臺北市市長選舉結果 | 第04屆臺北市市長選舉結果 |
| 號次                     | 姓名                     | 黨籍                     | 得票                     | 得票率                   | 當選                     |
| ------------------------ | ------------------------ | ------------------------ | ------------------------ | ------------------------ | ------------------------ |
| 1                        | 李敖                     | 無黨籍                   | 7,795                    | 0.61%                    |                          |
| 2                        | 周玉蔻                   | 台灣團結聯盟             | 3,372                    | 0.26%                    |                          |
| 3                        | 謝長廷                   | 民主進步黨               | 525,869                  | 40.89%                   |                          |
| 4                        | 宋楚瑜                   | 無黨籍                   | 53,281                   | 4.14%                    |                          |
| 5                        | 郝龍斌                   | 中國國民黨               | 692,085                  | 53.81%                   |                          |
| 6                        | 柯賜海                   | 無黨籍                   | 3,687                    | 0.29%                    |                          |

## 回歸媒體

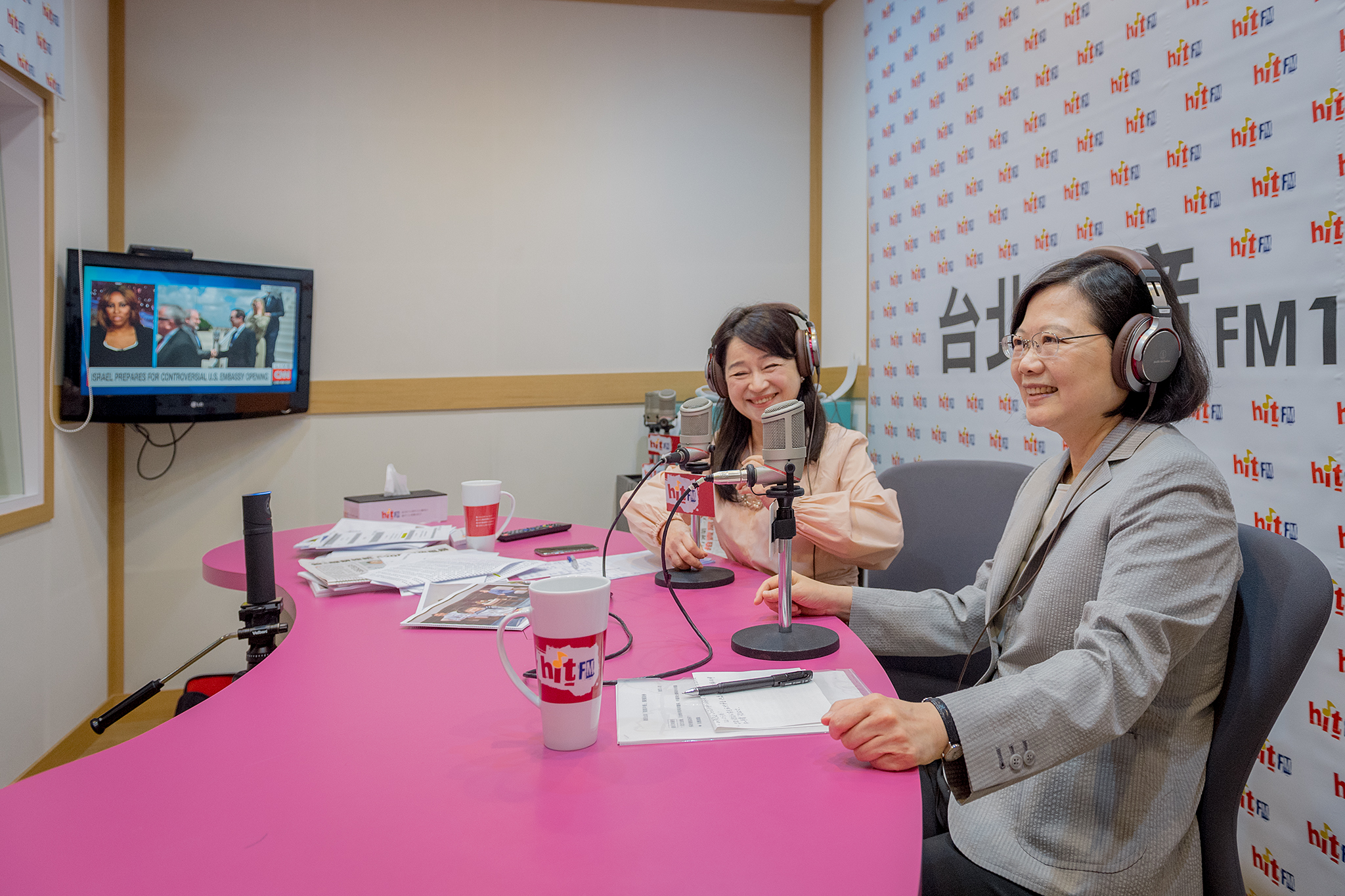
2018年中華民國總統蔡英文接受周玉蔻專訪

### 2007－2014年
選舉失利後，周玉蔻至北京大学光华管理学院進修EMBA（約2009－2012年）。
2010年4月17日，周玉蔻於政論談話節目《2100週末開講》中評論陳建州公益T恤爭議，徐熙娣隨後進電節目聲援陳建州並批評周玉蔻，雙方於節目中爭執。節目播出後，周玉蔻在網路上受到普遍輿論抨擊。陳建州20日坦承義賣流程的疏失，並呼籲粉絲停止反擊。周玉蔻後在部落格發表評論文章。
2011年11月，2012年總統選舉競選期間，周玉蔻發表著作《雙英解密：不為人知的蔡英文與馬英九》。書中，她揭露民進黨參選人蔡英文過去是在其父的資助下成立法律事務所，挑副手時起初沒有找黨內成員，以及其母親是第五任妻子。後來，2015年12月29日，新黨不分區立委參選人邱毅在質疑蔡英文過去違法兼職時引用此書。周玉蔻隨即在臉書聲明，指控他斷章取義、扭曲誇大其著述，並稱後續查證顯示，蔡父與事務所無關。邱毅在隔日的記者會上批評其書內容不實。
競選期間，周玉蔻亦關注宇昌案，並抨擊蔡英文。2011年12月12日，她在政論節目裡引用經建會主委劉憶如公布之公文，宣稱蔡英文在行政院副院長任內已實際參與。12月15日，她被民進黨控告言論不實，違反《總統副總統選舉罷免法》，意圖使人不當選。她引用之公文後來被證實日期有誤。
2012年11月8日，周玉蔻開始在Hit FM主持《蔻蔻早餐》，每週一到週五早上7到9點播出。2019年1月1日起，節目改稱《周玉蔻嗆新聞》。

#### 頂新獻金案
周玉蔻指控馬英九收受來自頂新集團的政治獻金。2014年10月，她在臉書聲稱握有人證，並在政論節目上抨擊之。
2014年12月25日，周玉蔻緊咬「馬團隊」收受頂新集團未申報的2億元政治獻金。特偵組主動剪報分案，將於26日傳喚周玉蔻到案說明，周玉蔻25日上政論節目談論此事，承諾如果馬英九能證明清白，她就願意坐牢。12月26日，總統府發言人馬瑋國表示，馬總統一向高度尊重言論自由，但經總統府再三公開澄清、馬總統也發表嚴正聲明，周玉蔻仍持續散播不實謠言，嚴重影響馬總統名譽，馬總統決定提告。針對周玉蔻的爆料，最高檢察署特偵組分「查」字案調查，特偵組主任兼發言人郭文東表示，「查」字案只是調查了解事實，沒有特定被告，如果調查發現案情是屬特偵組偵辦範圍，特偵組才會分「特他」案或「特偵」案偵辦。12月30日，中國國民黨考紀會通過開除周玉蔻黨籍案。12月31日，前總統府副秘書長羅智強在臉書發表文章指控一切都是周玉蔻的算計。2015年1月9日，周玉蔻和前總統府副秘書長羅智強，兩人上節目辯論頂新門神疑慮。
2015年6月18日，特偵組認定罪證不足，簽結此案。
2017年5月25日，周玉蔻因被檢方依散布文字誹謗罪起訴而二審被判拘役50天，可易科罰金5萬元，全案定讞。
2018年1月9日，周玉蔻被馬英九提出名譽損害賠償訴訟而高等法院判周玉蔻應賠償馬180萬並在4大報刊登道歉啟事。周表示將上訴。

### 2015年：多事之年
2015年1月14日，柯文哲在電視專訪中稱某企業家在市長選舉過程中曾捐助對手新臺幣3億元。1月15日，周玉蔻在電視節目中表示此捐贈者為郭台銘，對此郭台銘控告周玉蔻妨礙名譽。4月13日，柯文哲至臺北地方法院院出庭作證，柯文哲表示市長選舉前曾請柯建銘代為引見郭台銘，柯建銘則表示郭台銘已出了三億元給對手陣營，柯文哲因此未見郭台銘；柯建銘召開記者會說明，是指郭台銘於2010年捐3億元給前臺北市長郝龍斌用於世博臺北館。6月23日，柯建銘於臺北地院出庭作證指出是柯文哲自己會錯意。臺北地院一審判決周玉蔻賠償新臺幣200萬元並登報道歉。周玉蔻二審上訴臺北地院維持原判，另指定在4大報及美麗島電子報刊登道歉聲明。周玉蔻再上訴。臺灣高等法院駁回上訴定讞。
2015年5月8日，周玉蔻在臺北市政府廉政委員會公布大巨蛋調查報告之前，在臉書上貼出全文。她堅稱報告是「撿到的」。5月22日，政風處長劉明武，點名廉政委員兼市政顧問洪智坤和秘書劉玉婷，將調查中案件未公開資料洩露給媒體和名嘴，包括周玉蔻。周玉蔻強烈駁斥，並揚言提告。5月26日，壹電視政論節目《正晶限時批》，主持人彭文正連線訪問劉明武時，在場的周玉蔻插話而被彭制止。周玉蔻生氣之下當場離席。之後周玉蔻要求播出爭執之畫面，但最後沒有正式播出。周玉蔻晚間在臉書上宣稱，離開攝影棚有與製作單位事先約定。同日，年代新聞台政論節目《新聞面對面》同樣討論大巨蛋案公文的洩漏時，黃光芹和周玉蔻起爭執，兩人的爭執在主持人轉移話題後才平息。周玉蔻隨後提出「公然侮辱」民事訴訟。台北地院一審判決黃光芹須賠償40萬元，黃則上訴。2017年6月台北高院二審判決黃光芹免賠。
中國國民黨總統提名初選結束後，周玉蔻和準提名人洪秀柱公開衝突。2015年6月，她指控其學歷造假——其多年來登載於選舉公報之「密蘇里州立東北大學教育碩士」學位，實為「暑期專修班」——並呼籲她退出總統選舉。洪秀柱承認其學位無法作他用，但駁斥學位證書造假之指控——教育部及中選會亦證實其學位無誤。周和《壹週刊》因此被控告妨礙名譽。同年8月，她提及洪秀柱以總統提名人資格作利益交換之傳言；言論被洪秀柱團隊駁斥後，雙方互相提告。2016年4月，雙方所有訴訟台北地檢署皆不予起訴。
2015年11月7日，馬習會會後，中國大陸由國臺辦主任张志军召開記者會，僅開放《新华社》、《中国评论通讯社》及《旺報》三位記者的提問。在場的周玉蔻拉高聲音要求張志軍回答有關「一中各表」與「一中原則」的相關問題，但遭到拒絕；其後召開記者會的中華民國總統馬英九，也面臨其的喊話要求發問，主持會議的中華民國總統府發言人陳以信仍然不予以理睬。會後，其言行舉止受到《千禧年雜誌》與《端传媒》支持。11月10日，黃光芹在政論節目《新聞深喉嚨》評論此事件時，揭露周玉蔻取得採訪證前沒有知會所屬《美麗島電子報》，該報副董事長吳子嘉亦不知情，且該報沒有新聞部亦無編制採訪記者。她亦稱，其採訪證為自行連絡陸委會要求，陸委會鑒於《美麗島電子報》的壓力而妥協。

### 2016年至今
2017年10月6日，周玉蔻在臉書上抨擊旺旺中時媒體集團為「中共國台辦的宣傳工具」、蔡衍明為「中共國台辦傳聲筒」。旺中集團當晚透過聲明，駁斥其說法，並揚言提出告訴、求償新台幣5,000萬元。2018年2月8日，她在臉書上發布道歉聲明。雙方達成和解。2020年10月，周玉蔻在其節目《辣新聞152》和臉書中再度批評中天電視台及蔡衍明。蔡衍明和中天新聞以其違反先前和解協議提起告訴。2022年8月24日，台北地院判決周玉蔻須分別賠償蔡衍明80萬元、中天新聞200萬元。周玉蔻敗訴後主張言論自由，並表明將上訴。
2017年10月18日，周玉蔻批評台北市市長柯文哲，力推台北市副市長兼任臺北農產運銷公司董事長陳景峻競選下屆新北市市長，意圖形成「柯氏雙北共和國」。陳景峻嚴正駁斥。2018年4月17日，她在政論節目上批評柯是「中共指定的台灣特首」。
2017年12月21日，周玉蔻在三立政論節目《新台灣加油》中宣稱新黨成立「類軍事組織」，並暗指王炳忠家人收受中共當局新台幣500萬。兩天前，王炳忠等新黨青年成員，因周泓旭案受偵訊。王駁斥其說法；2018年1月，王炳忠與其父委任律師陳麗玲，對她提起洩密、加重誹謗之刑事告訴，以及新台幣148.7萬民事求償。3月8日首度開庭。2019年5月9日，台北地院一審判決周玉蔻加重誹謗無罪，洩密則因王炳忠父子撤回而不受理。民事部分，王炳忠父子亦敗訴。2020年2月12日，臺灣高等法院駁回王炳忠父子加重誹謗上訴，全案因此定讞。
2017年12月22日，周玉蔻在一政論節目中，當場指節目來賓雲林縣退休警察協會執行長賴坤柚、現職警員陳志傑兩人行為像「流氓」、「黑道」，遭到賴、陳事後分別向台北地院提自訴及向台北地檢署控告周妨害名譽；北檢認為相關字眼已構成公然侮辱，雙方沒有和解，於2017年12月21日對周提起公訴。2017年12月27日，台北地院開庭審理，當天辯論終結。2018年1月31日，台北地院判周玉蔻拘役50天，得易科罰金5萬元，全案可上訴。周玉蔻發出聲明，強調對賴坤柚十分抱歉，願意接受一審判決不上訴。
2018年3月1日，台北地院審理陳志傑對周玉蔻提告案件，周玉蔻請假未到，陳志傑出席表示，一定堅持告到底。
2018年5月31日，台北地方法院針對另一名退休警察陳志傑對周玉蔻提告案件部分做出宣判，同樣是50天拘役，得易科罰金新台幣每日1000元計算。
周玉蔻短暫地和立法委員陳亭妃起衝突。2018年4月2日，周在民進黨台南市市長黨內初選期間，在節目上批評之。陳隨後提起告訴，求償新台幣200萬元，並要求周在平面媒體頭版登報道歉。
周玉蔻數度表達對民進黨政治人物高嘉瑜的厭惡。2018年5月7日，在三立的政論節目《鄭知道了》上，與時任台北市議員的她辯論。2018年8月17日，再度在政論節目《新聞面對面》上當面指責之。
2021年5月20日，周玉蔻突然宣布《周玉蔻嗆新聞》將停播，隔日的節目為最後一集。她在貼文中透露，董事長廖婉池通知她節目因為「經營不善」月底將停播，但她將原因歸咎於國台辦指揮，因此當下決定節目只做到隔天。
2021年6月15日起，周玉蔻在寶島聯播網主持《新聞放鞭炮》，週一到週五早上8點到9點播出。
2021年6月29日，網路名人陳之漢抨擊周玉蔻，周玉蔻同日在其廣播節目上揚言蔡英文若再和陳之漢合作將炸掉民進黨中央黨部。隔日，周玉蔻遭到檢舉觸犯恐嚇危害公眾罪，臺北市政府警察局中正第一分局啟動調查。

#### 放言科技傳媒
2018年，周玉蔻募資新台幣1,200萬元，創立媒體公司「放言科技傳媒」；「放言」的商標取自鄭南榕的手稿字跡。她3月18日首度宣布此事，並在4月7日鄭南榕逝世紀念日上宣布公司的名稱。放言於4月20日上線。
2018年6月20日，周玉蔻的「夢想成真文創有限公司」，被資深媒體人黃光芹在臉書上揭露，2017年底以限制性招標，獲得高雄市政府文化局新台幣96萬元標案。新頭殼進一步查詢發現，其放言科技傳媒股份有限公司，2018年5月23日亦以限制性招標，獲得高雄市政府新聞局「高雄市政網路行銷案」30萬元的標案。兩家公司僅此兩筆政府公開標案。周玉蔻對此回應宣稱：「這兩個標案都是行銷部同仁去談的，都是公開的案子。」

#### 《辣新聞152》
2019年3月18日起，周玉蔻主持民視政論談話節目《辣新聞152》，在民視台灣台播出。5月20日起，節目第一小時亦在民視新聞台播出。
2022年地方選舉競選活動期間，周玉蔻公開對質國民黨台北市市長參選人蔣萬安。2022年9月11日，蔣萬安引用慈濟基金會執行長顏博文專訪時的說辭，指控民進黨當局於2021年干預其BNT疫苗的採購——行政院、指揮中心、時任指揮官暨民進黨參選人陳時中皆駁斥。周玉蔻隨後發表一系列言論分析慈濟與中共當局的利益關係。新黨提告她公然侮辱和誹謗。周玉蔻捍衛其言論。
9月15日起，周玉蔻在節目《辣新聞152》上講述蔣萬安父親蔣孝嚴的往事，包括其改姓氏及1999年的緋聞。她進而指稱其緋聞的對象為1988年中華民國小姐冠軍張淑娟。低調生活多年的張淑娟出面嚴正駁斥该說法，26日在台北市議員王鴻薇陪同下前往台北地檢署提告。當日周玉蔻先於张淑娟到場，就對張造成的傷害鞠躬道歉，但表示張淑娟的提告是受到王鴻薇的策動，並表明會繼續追查緋聞事件。張淑娟拒絕接受道歉，並堅持提告。
衝突發生後隔日，周玉蔻向其所有節目請假至10月10日，後來也取消原定控告行程。請假當天下午，民視內部決議取消其節目《辣新聞152》在民視新聞台的聯播，僅留在民視台灣台的時段。2023年1月18日， NCC對於周玉蔻討論「晶華緋聞案」與蔣孝嚴家族爭議議題等，認定其違反事實查證原則致損害公共利益、妨害公序良俗，並在節目中公開特定人個人資料，7案總計處罰鍰新台幣300萬元；並依個人資料保護法第50條，對民視處罰鍰20萬元。。
2022年12月2日，周玉蔻的《辣新聞152》播出最後一集。她首先公布此事，民視隨後證實，並透露她原於10月底請辭，經協商後才同意主持到2022地方選舉結束。節目結束後，她在民視另一個政論節目《台灣最前線》擔任固定來賓。
2024年11月26日，臺北地方法院宣判其在节目内的言论构成加重毁谤以及违反个人资料保护法判处周玉蔻有期徒刑一年六个月，并被法院限制出境。

#### 關於黃國昌之言論
2023年6月13日，周玉蔻於自己的 facebook 貼文中提及黃國昌，並在內文寫道「當年在教室（據說是這樣）裡被他『硬上』（據說如此）的學生」等內容，對此黃國昌痛批惡意捏造事實，而向周玉蔻提告，並要求新臺幣 100 萬元損害賠償以及刪除文章。
2024年3月26日，周玉蔻於法庭上指稱「自己是對可能的法務部長人選的私德進行評論，且黃國昌擔任教授時確有發生「師生戀」」，並呼籲黃國昌撤告。
2024年4月25日，臺北地方法院認為周玉蔻有侵害黃國昌名譽之事實，民事訴訟黃國昌勝訴，周玉蔻需賠償黃國昌新臺幣 30 萬元並且刪除原文章。
2024年6月25日，臺北地方檢察署向周玉蔻提起加重毀謗刑事訴訟。
2024年12月2日，臺北地方法院宣判其在 facebook 上的貼文構成加重毀謗判處周玉蔻有期徒刑三個月，得易科罰金9萬元，可上訴。

## 公眾形象
周玉蔻常公開發表尖銳的抨擊言論，有時因此招致官司或訴訟。2017年10月，根據一則《中國時報》的報導，她當時共有7件作为被告的案件正在進行：5起为民事，2起为刑事。
周玉蔻有時在政論節目上爭執。2018年9月12日，在政論節目《新聞面對面》上討論藤井實彥作勢踢慰安婦銅像事件時，她數度打斷其他來賓發言以表達反對，惹怒主持人謝震武，引發雙方激烈爭吵。2020年11月9日，在《周玉蔻嗆新聞》上與蔡詩萍討論2020年美國總統選舉時，兩人因對於通訊投票意見不一致而各執一詞；蔡詩萍最後因此離席。

### 政治立場
周玉蔻早期支持中國國民黨，直到2004年中華民國總統選舉期間，因不滿總統參選人國民黨主席連戰的財產申報問題，與國民黨針鋒相對。她的立場也與飛碟電台董事長趙少康、同為主持人的陳文茜政治立場相左，因此最後離開電台。
跳槽到東森廣播網後，她的政治立場轉向泛綠，而後在前總統李登輝邀請下，加入台灣團結聯盟。此期間，她多次在電視節目中與同樣泛綠的民主進步黨槓上，因不滿時任總統陳水扁及其家庭的貪腐。她在2006年中華民國直轄市長選舉中，代表台聯參選臺北市市長。競選期間，她多次激烈抨擊代表民主進步黨參選人謝長廷。台聯最後停止為其輔選並疏遠之。
2008年，周玉蔻多次批評時任總統陳水扁與民主進步黨總統參選人謝長廷，並公開支持馬英九。2012年中華民國總統選舉後，她向中國國民黨申請恢復黨籍。2014年，她不滿兼任黨主席的總統馬英九提名連勝文參選臺北市市長，再度與國民黨槓上。2014年底，周玉蔻被中國國民黨開除黨籍。

## 個人生活

### 感情與婚姻
周玉蔻1995年和已婚時任省政府新聞處長黃義交發生戀情，但黃又和名媛何麗玲交往。周、何兩人發現黃劈腿後聯手，周躲進何的衣櫃裡偷聽兩人對話。1998年2月3日，周公開此事，並在主持的廣播節目上詳盡地說明，亦指控黃以政治前途要求她墮胎。兩天後，台灣記者協會批評她的作為是公器私用。周在黃越綏陪同下舉行記者會，為介入他人家庭公開道歉，並解釋黃義交的公然說謊為揭發此事的原因；同日省政府主席宋楚瑜將黃義交降職。周玉蔻同年將此事寫入《事關政治：性與謊言的故事》一書。
1999年，賴聲川以此事件為靈感創作出舞台劇《十三角關係》。2003年新版本中，劇情加入章孝嚴、鄭余鎮、王筱嬋等名人的緋聞情節。
2001年7月4日，周玉蔻與華裔美籍商人李賢礽在美國波士頓結婚。儘管對政治不感興趣，他仍相當支持周的媒體與政治事業。2006年周玉蔻競選台北市市長期間，李公開力挺。然而這也是兩人最後一次同時公開露面。2017年5月26日，兩人辦理離婚手續。隔日，她在貼文中公布此消息，並前往英國度假，直到6月3日返台。她沒有透露任何關於離婚原因的細節。

### 確診COVID-19
2022年4月21日，周玉蔻發文表示自己20日上午至醫院進行PCR檢測，凌晨時得知確診嚴重特殊傳染性肺炎，但Ct值很高，且身體並無不適；她二月時稱已經注射三劑高端疫苗。公布消息後，多位參與其電視或廣播節目的來賓皆進行快篩，其中衛福部防治諮詢會預防接種組（ACIP）召集人李秉穎醫師接受PCR檢測，結果為陰性；周玉蔻確診後快篩多次結果皆為陰性。隔離期間，其節目《辣新聞152》由主播何文堯代為主持。
4月24日，她透露臺北市政府衛生局安排萬芳醫院醫師到宅進行PCR檢測。隔日表示檢驗結果為陰性，並稱自己從未確診，並質疑新北市立聯合醫院採檢時的檢體受到汙染。新北聯醫以說明其檢驗的細節駁斥之。周玉蔻招致抨擊，因為到宅採檢業務的對象是外出不便之居家隔離者。根據衛生局的解釋，檢測行程的安排是在疾病管制署委請下所為，在得知她已自行聯絡醫師後，考量防疫量能有限下方同意。萬芳醫院稱此為「醫師個人行為」，將進行內部調查。周玉蔻於5月1日解除居家隔離。

## 主持節目

### 電視
| 年份      | 頻道        | 節目                   | 備註 |
|           | 台視        | 《今天不談政治》       |      |
|           | 台視        | 《與2000年約會》       |      |
|           | 台視        | 《關於男人》           |      |
|           | TVBS        | 《新聞人物》           |      |
|           | TVBS        | 《星期人物》           |      |
|           | 年代電視    | 《新聞內幕》           |      |
|           | 緯來綜合台  | 《絲絲入蔻》           |      |
| ?–2004    | 中天綜合台  | 《中間選民》           |      |
| 2004      | 東森新聞S台 | 《台灣高峰會》         |      |
| 2005      | 華視        | 《台灣會贏：一周最紅》 |      |
| 2005      | 台視        | 《新台灣高峰會》       |      |
| 2019–2022 | 民視台灣台  | 《辣新聞152》          |      |

### 廣播
| 年份      | 頻道       | 節目                           | 備註 |
| 1996–2004 | 飛碟電台   | 《飛碟早餐》                   |      |
| ？–2004   | News98     | 《周玉蔻七點檔》               |      |
| 2004–2006 | 東森廣播網 | 《東森早餐》                   |      |
| 2012–2021 | Hit FM     | 《蔻蔻早餐》／《周玉蔻嗆新聞》 |      |
| 2021–現今 | 寶島聯播網 | 《新聞放鞭炮》                 |      |

## 著作
| 年份   | 書名                                   | 作者           | 出版社         | ISBN               |
| 1989年 | 《蔣經國與章亞若》                     | 周玉蔻         | 聯經出版       | ISBN 9570809833    |
| 1993年 | 《李登輝的一千天》                     | 周玉蔻         | 麥田出版       | ISBN 9577080502    |
| 1993年 | 《李登輝一九九三》                     | 周玉蔻         | 周玉蔻         | ISBN 9789579706872 |
| 1993年 | 《蔣方良與蔣經國》                     | 周玉蔻         | 臉譜出版       | ISBN 957708107X    |
| 1993年 | 《誰殺了章亞若》                       | 周玉蔻         | 臉譜出版       | ISBN 9577081142    |
| 1994年 | 《今天不談政治》                       | 周玉蔻         | 皇冠文化       | ISBN 9573310872    |
| 1996年 | 《李登輝和他身邊的人》                 | 周玉蔻         | 臉譜出版       | ISBN 9577083625    |
| 1997年 | 《向李登輝說不》                       | 周玉蔻         | 商智文化       | ISBN 9789579873970 |
| 1998年 | 《周玉蔻的關於男人》                   | 周玉蔻         | 新新聞文化     | ISBN 9789578306059 |
| 1998年 | 《事關政治：性與謊言的故事》           | 獨立號工作室   | 全世紀文化     | ISBN 9789579810906 |
| 2000年 | 《唐飛：在關鍵年代裏》                 | 周玉蔻、甯育華 | 英特發         | ISBN 9789579762182 |
| 2000年 | 《權力遊戲荒謬劇：陳水扁混亂的180天》  | 周玉蔻         | 商智文化       | ISBN 9789576677915 |
| 2002年 | 《李太太日記：臺北版BJ已婚日記》       | 周玉蔻         | 時報文化       | ISBN 9571337048    |
| 2007年 | 《總統內戰：李登輝為何被陳水扁擊敗？》 | 周玉蔻         | 印刻出版       | ISBN 9789866873355 |
| 2011年 | 《雙英解密：不為人知的蔡英文與馬英九》 | 周玉蔻         | 印刻出版       | ISBN 9789866135682 |
| 2023年 | 《萬里「清德」的挖礦人生》             | 周玉蔻         | 放・文創出版社 | ISBN 9786269785711 |

## 外部連結
- 周玉蔻的Facebook專頁
- Coco's Channel - 蔻蔻頻道的Facebook專頁
- 周玉蔻部落格 （页面存档备份，存于） udn網路城邦
- 放言 Fount Media （页面存档备份，存于）